# ورزشگاه اوکلند-آلامیدا کانتی کالسیوم

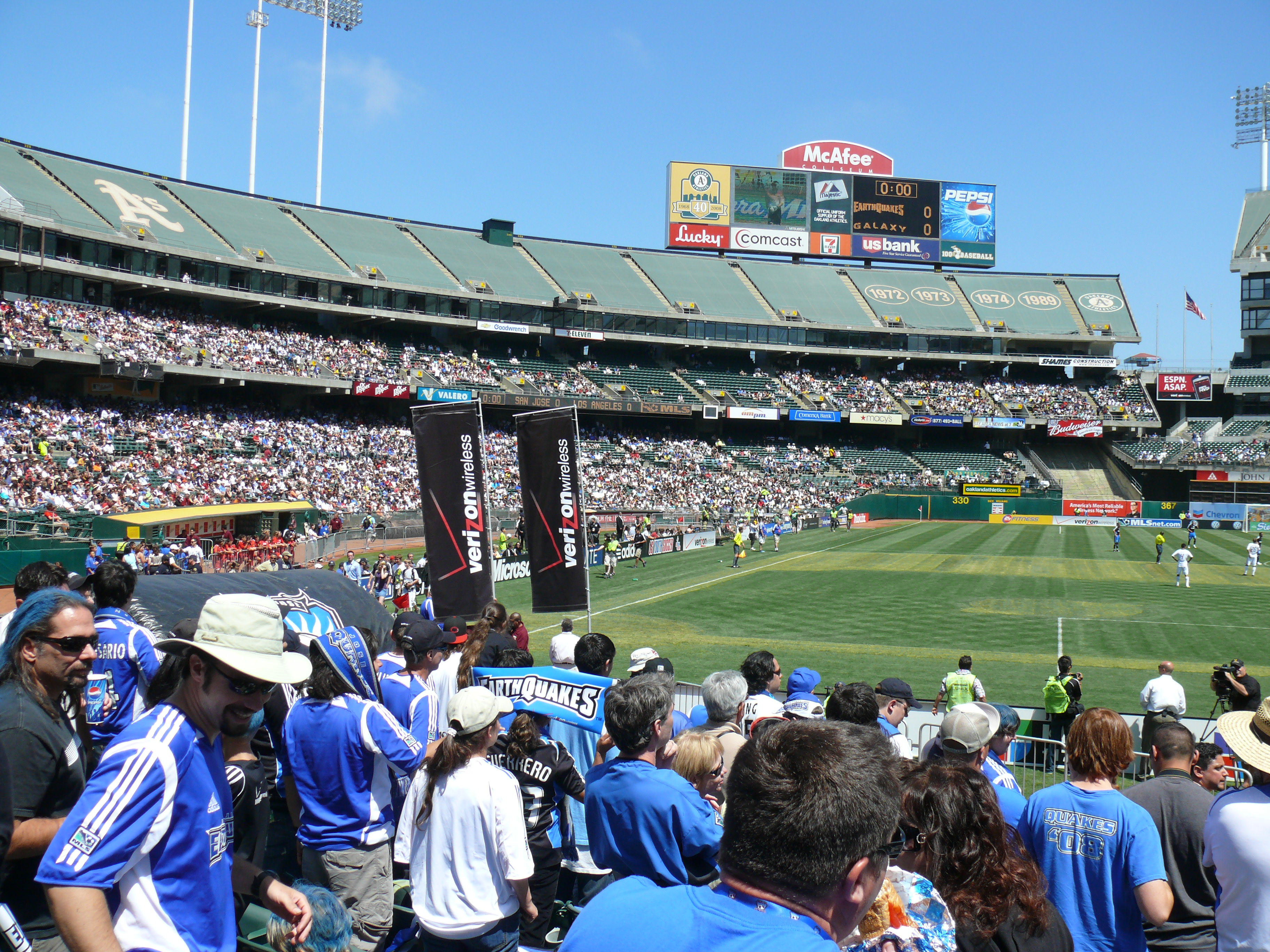

ورزشگاه ملی شهر اوکلند (به انگلیسی: Oakland-Alameda County Coliseum) با ظرفیت ۶۳۰۲۶ نفر در شهر اوکلند ایالت کالیفرنیا واقع شده‌است. این ورزشگاه در تاریخ ۱۹۶۶ تأسیس شد و دارای زمین چمن می‌باشد.